# Il volto del fuggiasco
Il volto del fuggiasco  (Face of a Fugitive)  è un film western statunitense del 1959 diretto da Paul Wendkos e interpretato da Fred MacMurray, Lin McCarthy, Alan Baxter e James Coburn.

## Trama
Il fuorilegge Jim Larsen, perseguitato da un passato tormentato e da un'ingiusta accusa di omicidio, trova riparo nei pressi di una città di confine chiamata Tangle Blue. In attesa del momento migliore per attraversare la frontiera, Jim cerca di farsi ben volere dagli abitanti locali presentandosi come Ray Kincaid. Attratto da una giovane e graziosa vedova, Ray fa presto amicizia con il fratello di lei che risulta essere lo sceriffo di Tangle Blue. Il fuggiasco non esita quindi ad allearsi con lo sceriffo nella lotta contro un arrogante proprietario terriero che, con i suoi prepotenti uomini, da molto tempo è in lotta con la giustizia locale. Quando Ray viene a conoscenza del fatto che le sue foto di ricercato stanno per arrivare in città, deve decidere se fuggire o rimanere a difendere l'amico sceriffo e la giovane amata.

## Produzione
Il film, diretto da Paul Wendkos su una sceneggiatura di David T. Chantler e Daniel B. Ullman con il soggetto di Peter Dawson, fu prodotto da David Heilweil per la Columbia Pictures Corporation tramite la Morningside Productions e girato nel Bell Ranch a Santa Susana, nel Columbia/Warner Bros. Ranch a Burbank, nel ranch di Corriganville e a Jamestown in California. Il titolo di lavorazione fu Justice Ends with a Gun.

## Distribuzione
Il film fu distribuito con il titolo Face of a Fugitive negli Stati Uniti dal maggio 1959 al cinema dalla Columbia Pictures.
Altre distribuzioni:
- in Germania Ovest il 7 agosto 1959 (Auf heißer Fährte)
- in Finlandia il 16 ottobre 1959 (Karkurin kasvot)
- in Austria nel 1960 (Auf heißer Fährte)
- in Svezia il 4 novembre 1963 (Jagad av lagen)
- in Danimarca il 9 luglio 1965 (På flugt over prærien)
- in Brasile (Audácia de Forasteiro)
- in Spagna (El rostro del fugitivo)
- in Italia (Il volto del fuggiasco )

## Critica
Secondo il Morandini il film è un "solido western convenzionale di serie B". Morandini evidenzia inoltre l'interpretazione di MacMurray.

## Promozione
La tagline è: "Of all the hunters he alone knew the fugitive's face - because it was his own!".